# Lista de conclaves

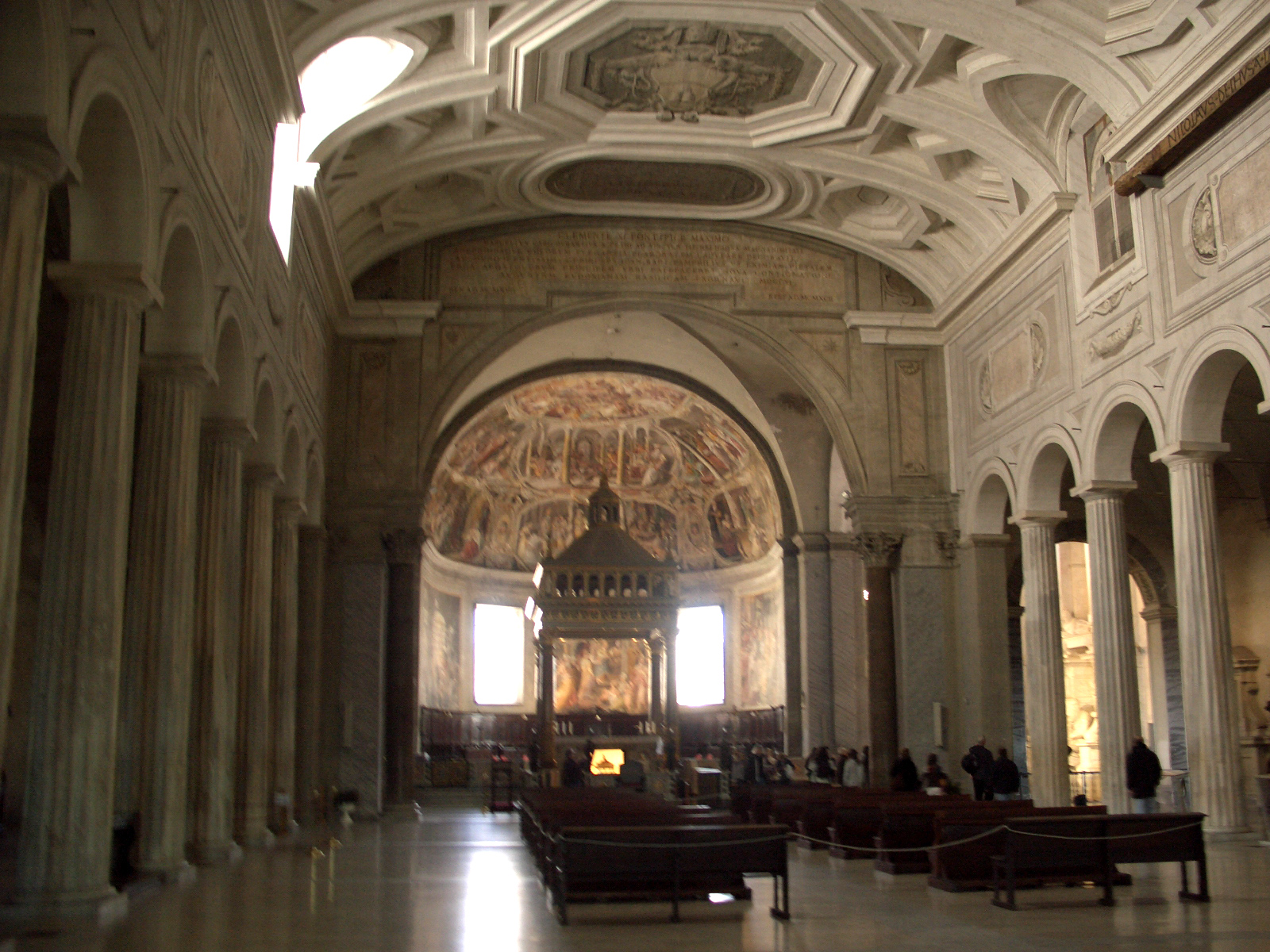
A primeira eleição papal após a In nomine Domini (1059) foi localizada na Basílica de San Pietro in Vincoli, ao invés da Antiga Basílica de São Pedro, devido à intensa oposição secular ao novo processo de seleção papal.

Em toda a história, houve 110 eleições papais que resultaram em papas atualmente reconhecidos pela Igreja Católica como legítimos. Não houve processo para a sucessão papal antes de 1059, sendo que os papas foram frequentemente escolhidos de acordo com o seu envolvimento secular substancial, não ocorrendo o processo de nomeação. Desde a promulgação do documento In nomine Domini, em 1059, no entanto, o sufrágio passou a ser limitado ao Colégio dos Cardeais.
As eleições papais desde 1276 tomaram a forma de conclaves papais, que são eleições que seguem um conjunto de regras e procedimentos descritos em Ubi periculum, de 1274, e outras bulas papais posteriores; o método variou até o conclave de 1294, mas todas as eleições papais desde então apresentaram procedimentos relativamente similares.
Embora os cardeais historicamente tenham se reunido em um grande número de outros locais dentro de Roma e arredores, apenas cinco eleições desde 1455 foram realizadas fora do Palácio Apostólico. Em toda a história, vinte e oito eleições papais foram realizadas fora de Roma, sendo estas: Terracina (1088), Cluny (1119), Velletri (1181), Verona (1185), Ferrara (outubro de 1187), Pisa (dezembro de 1187), Perúgia (1216, 1264–1265, 1285, 1292–1294, 1304–1305), Anagni (1243), Nápoles (1254, 1294), Viterbo (1261, 1268–1271, julho de 1276, agosto-setembro de 1276, 1277, 1281–1282), Arezzo (janeiro de 1276), Carpentras/Lyon (1314–1316), Avinhão (1334, 1342, 1352, 1362, 1370), Constança (1417) e Veneza (1799–1800). Três eleições tiveram suas localidades alteradas enquanto estavam em progresso: 1268–71, 1292–94 e 1314–16.

## Eleições papais

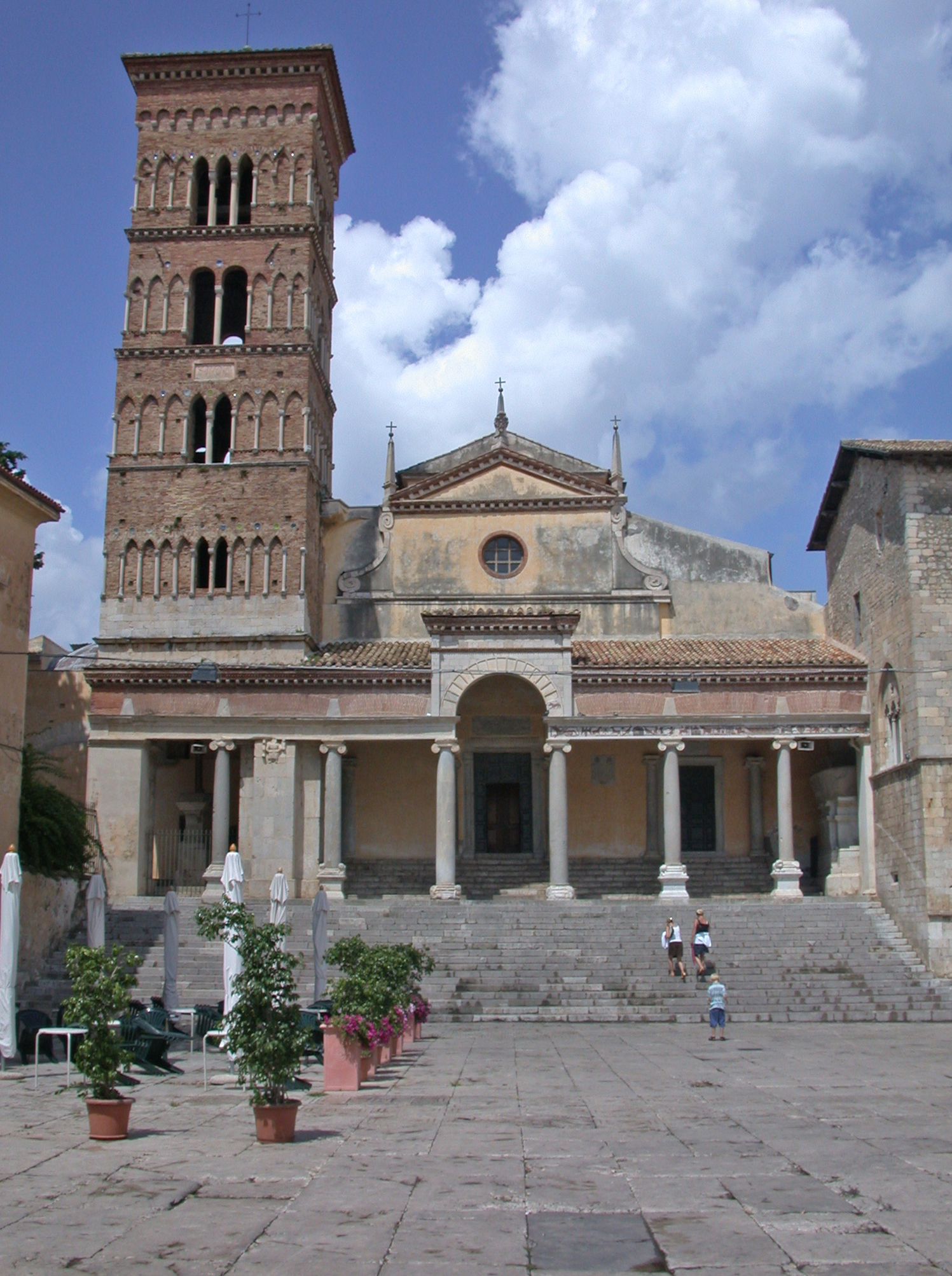
SS. Pietro e Cesareo em Terracina, o local da primeira eleição papal fora de Roma.

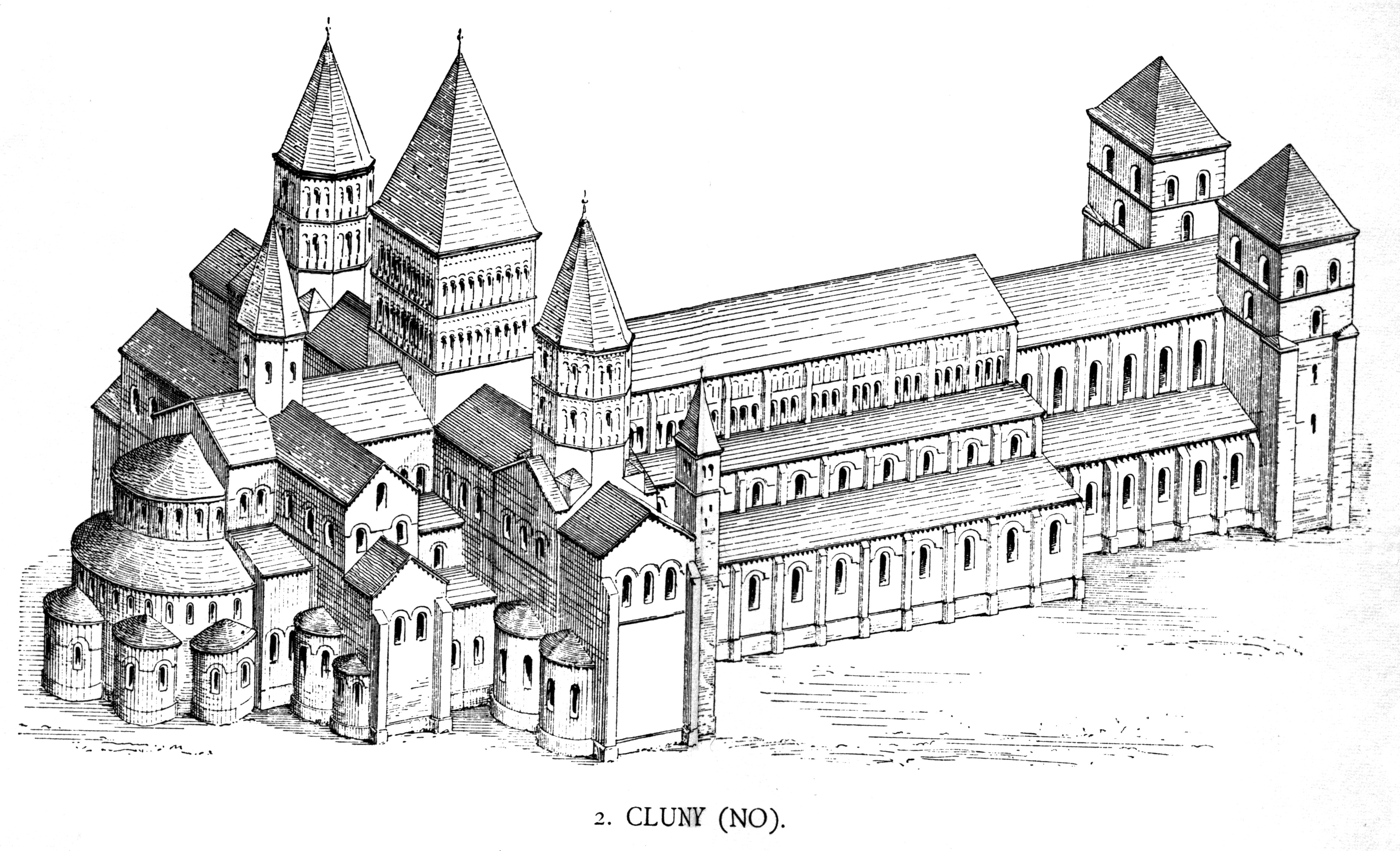
A eleição papal de 1119 ocorreu em Abadia de Cluny como resultado da expulsão de Papa Gelásio II de Roma por Henrique V do Sacro Império Romano-Germânico conforme a Questão das Investiduras.

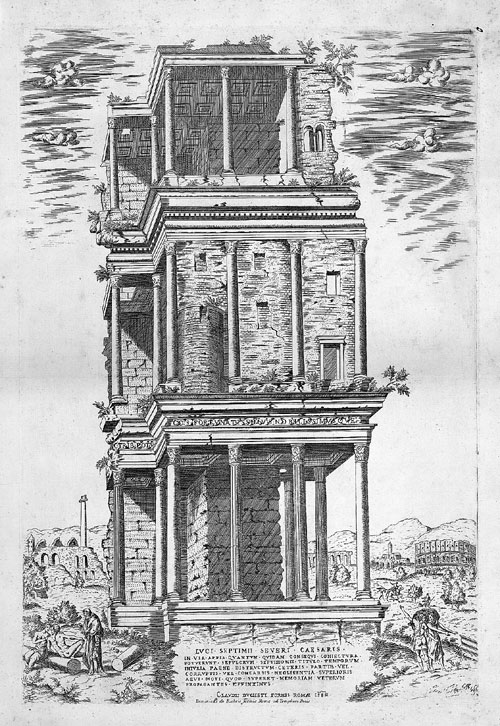
O senador Matteo Rosso Orsini confinou os cardeais ao Septizódio durante as eleições de 1241.

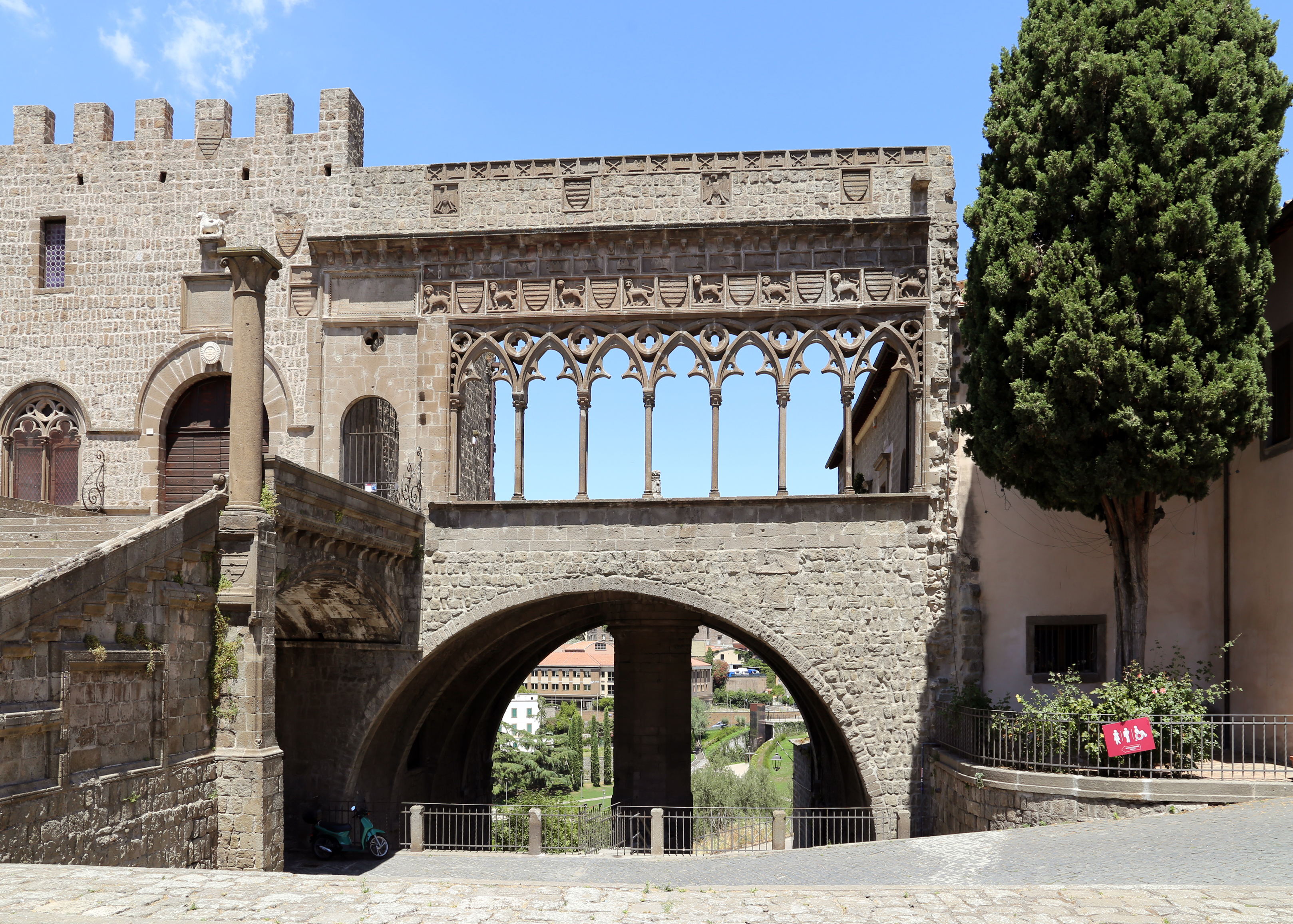
Os magistrados de Viterbo retiraram do Palácio Papal de Viterbo dois cardeais durante a eleição de 1280–81.

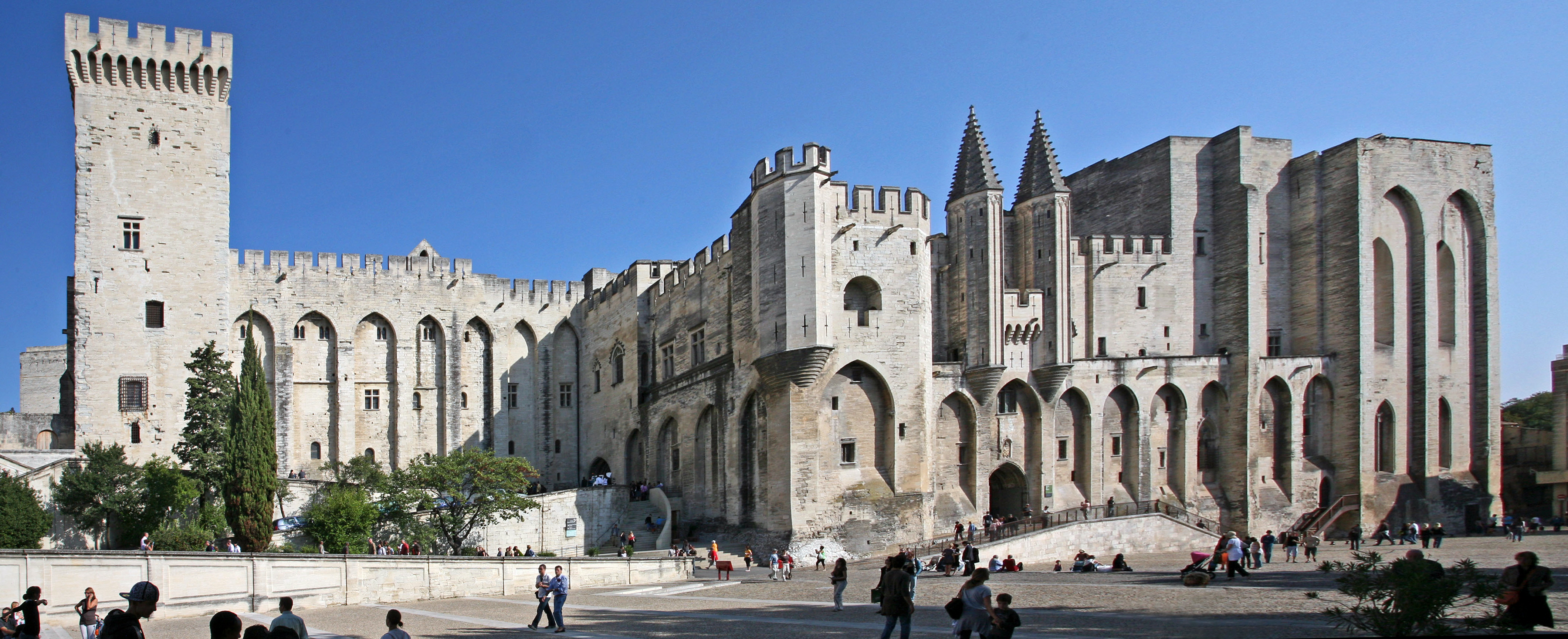
O Palais des Papes, o local principal dos conclaves papais durante o Papado de Avinhão.

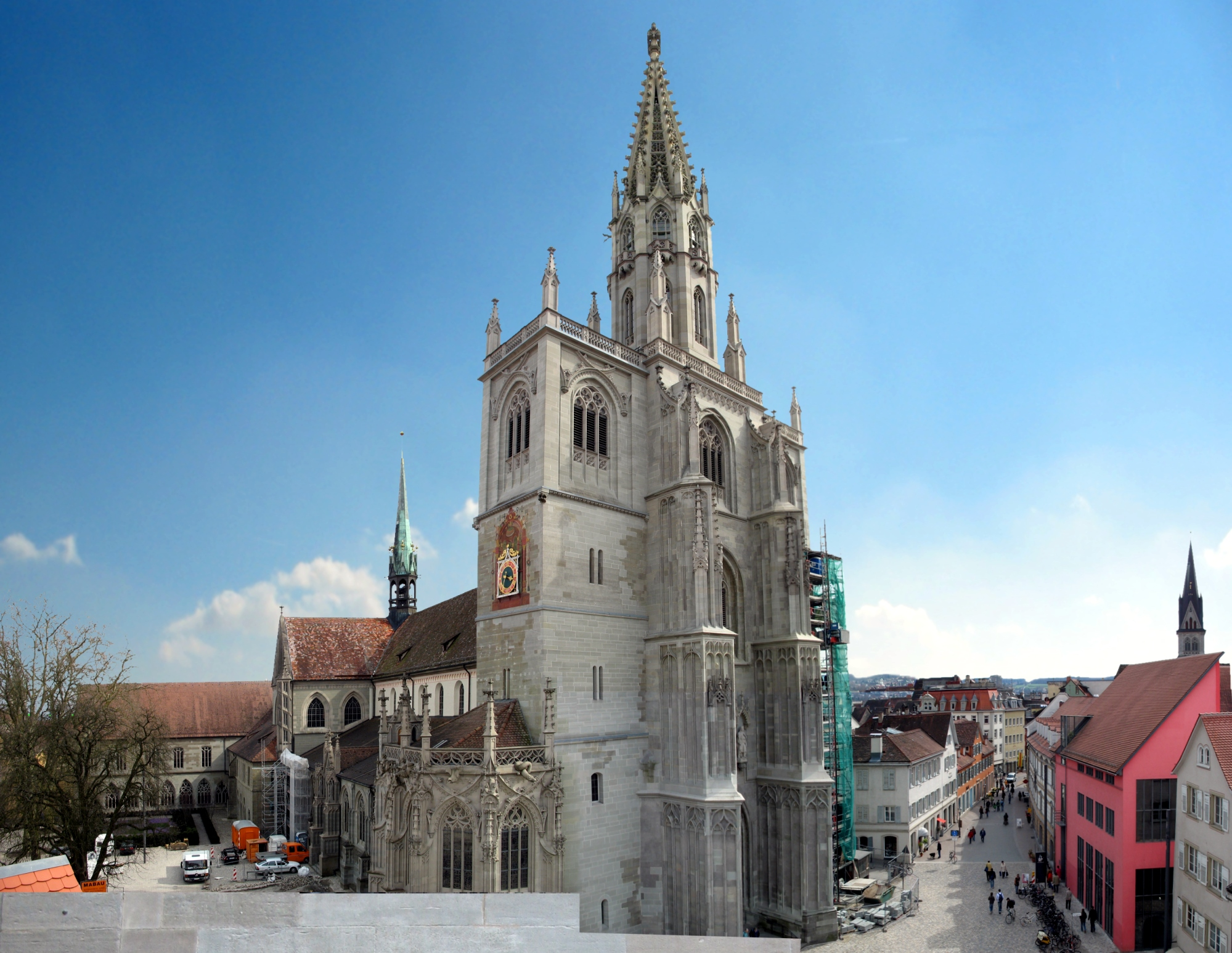
A Catedral de Constança, o local do Concílio de Constança, a última eleição papal fora da Itália.

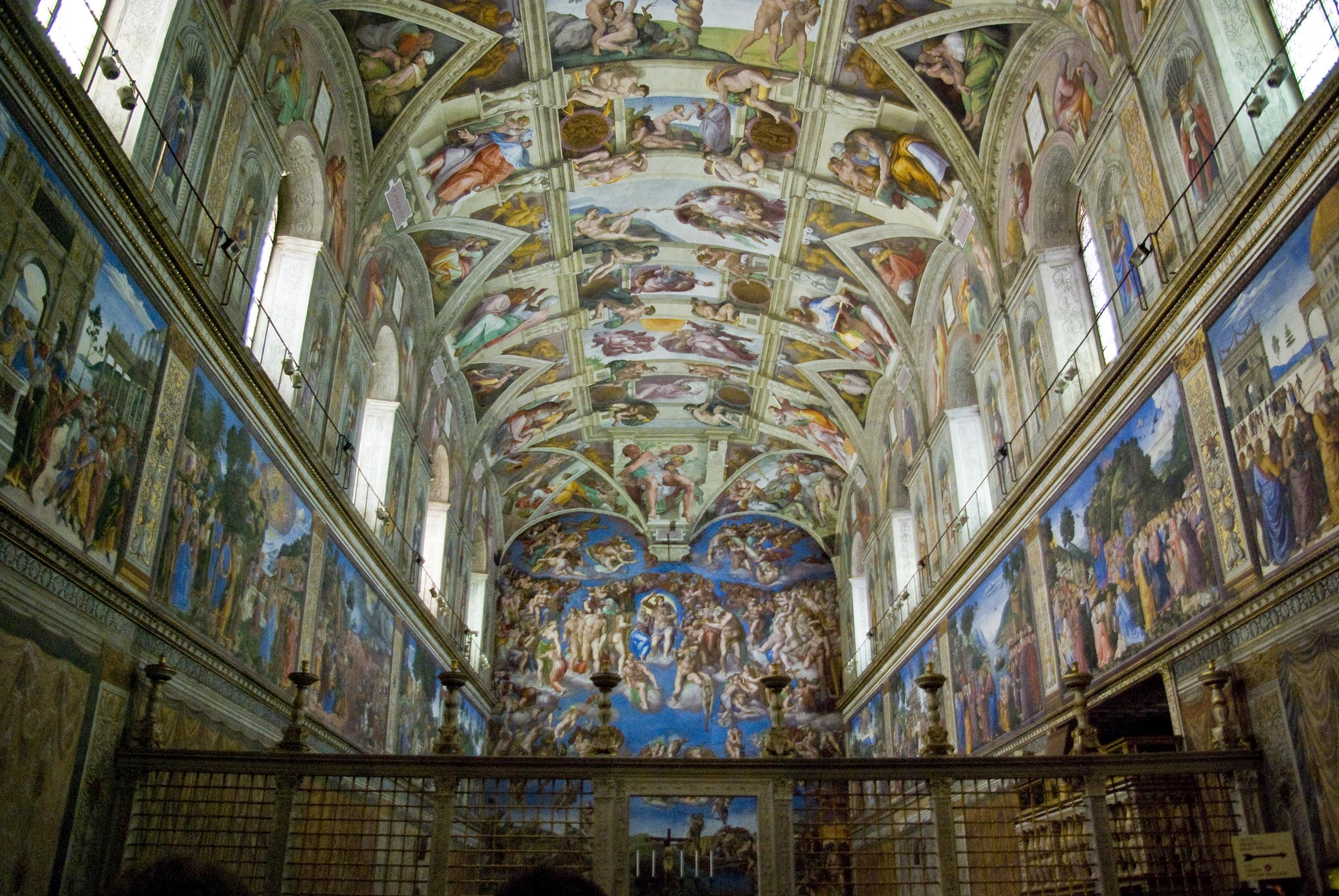
O Conclave de 1492 foi o primeiro realizado na Capela Sistina do Palácio Apostólico, o local de todos os conclaves desde 1878.

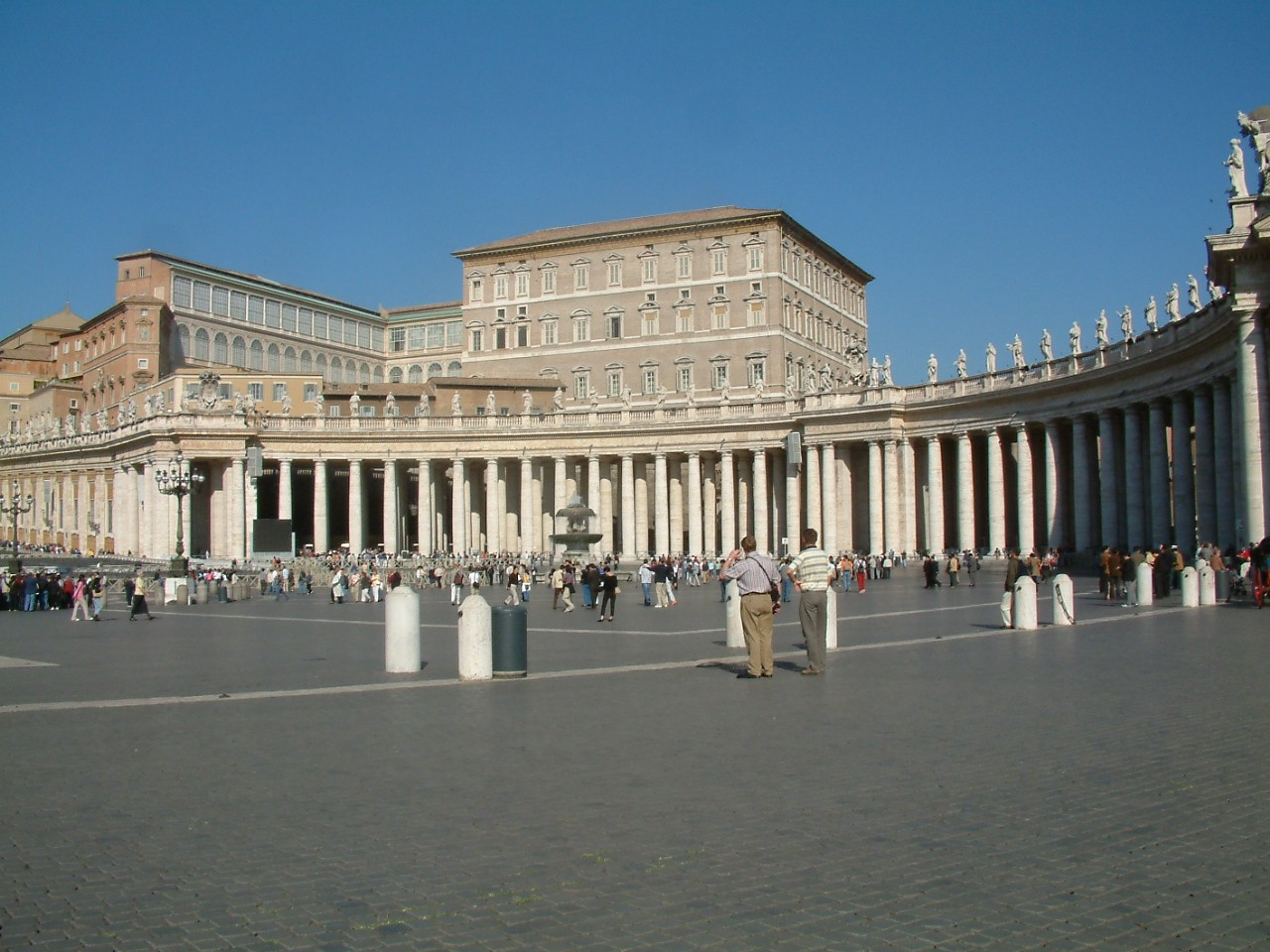
Todos conclaves papais desde 1455, exceto cinco, foram realizados no Palácio Apostólico.

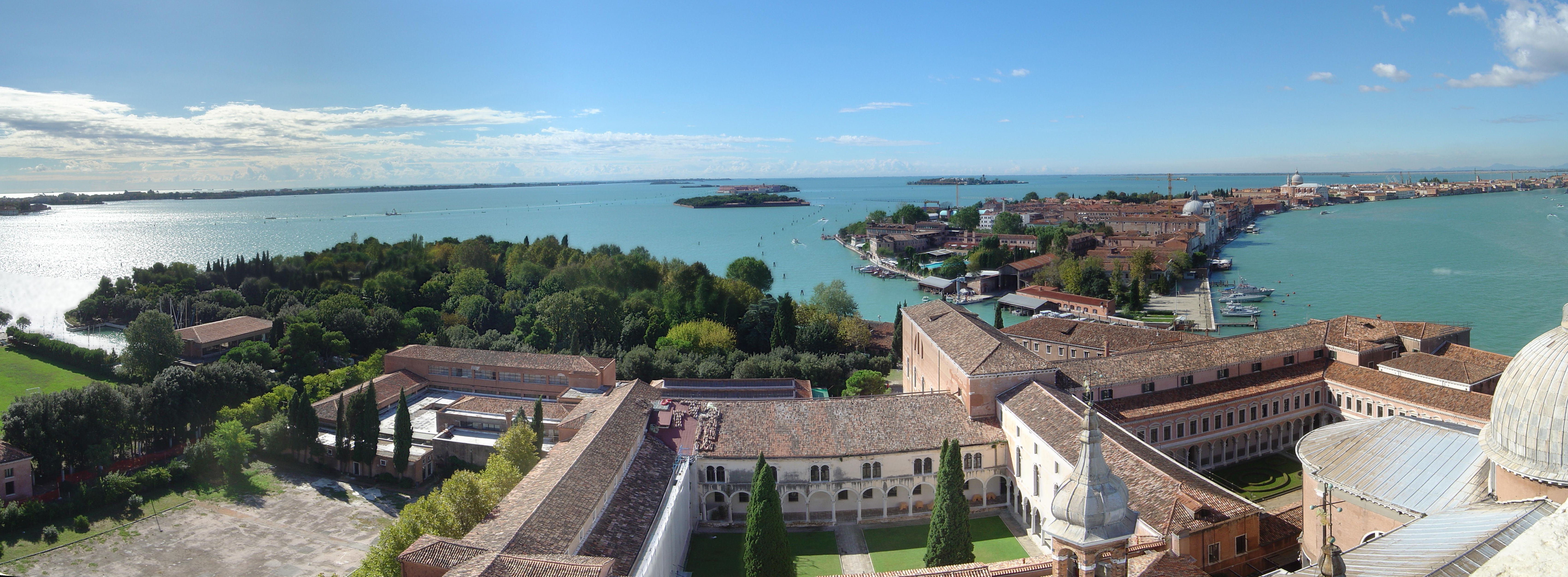
O Conclave de 1799–1800 foi realizado no Monastério de San Giorgio em Veneza, a última eleição papal fora de Roma.

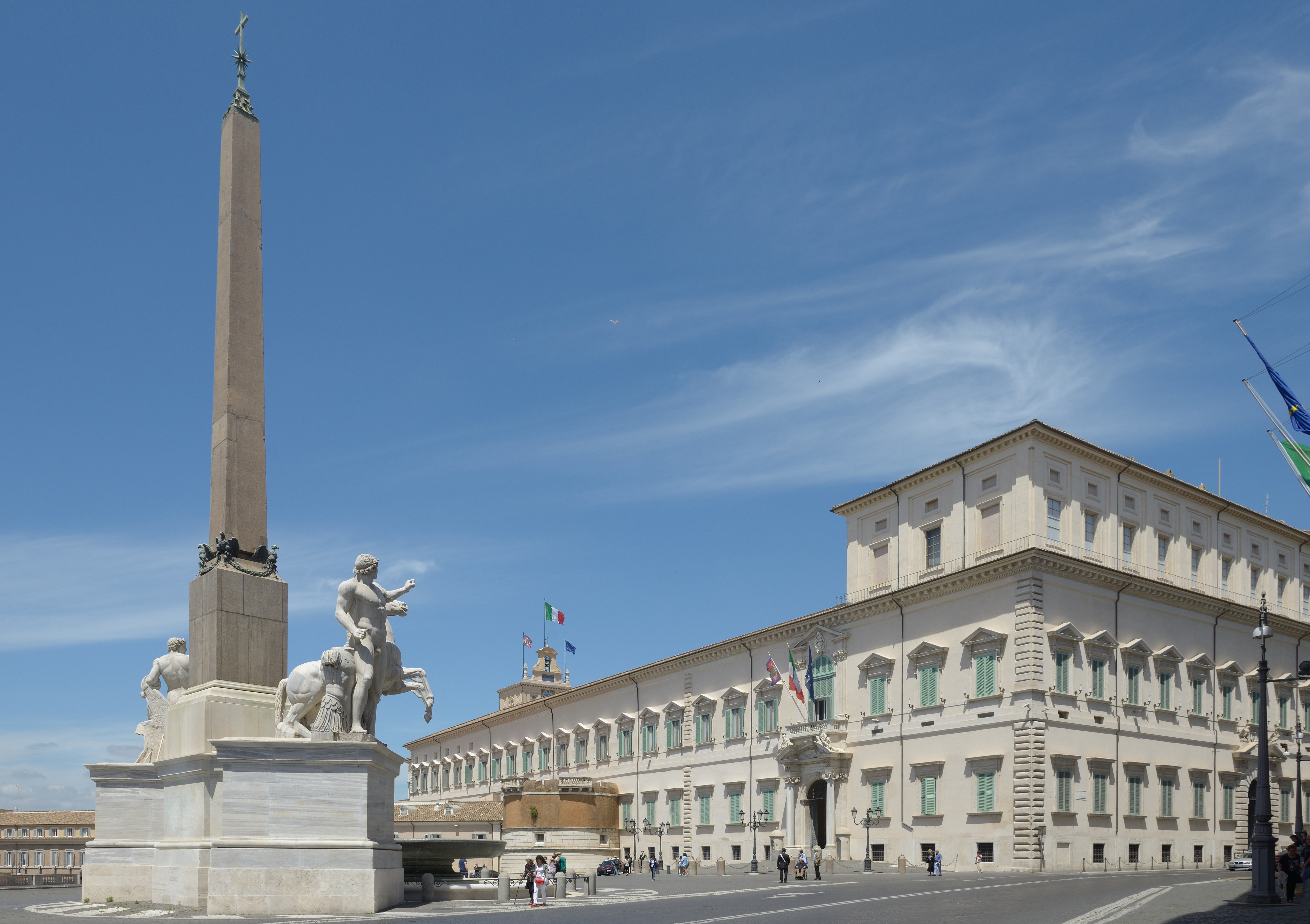
O Palácio do Quirinal foi o local dos quatro conclaves antes da apreensão de
Roma pelas forças da unificação italiana.

Eleições em que os papas eleitos são atualmente designados pela Igreja Católica como Antipapas estão em itálico.
| Eleição                                     | Papa eleito            | Local                                                                                                | Ref(s)        |
| ------------------------------------------- | ---------------------- | --- | ------------- |
| Eleição papal de 1061                       | Papa Alexandre II      | San Pietro in Vincoli (Roma)                                                                         | [ 3 ]         |
| Eleição papal de 1073                       | Papa Gregório VII      | San Pietro in Vincoli (Roma)                                                                         | [ 4 ]         |
| Eleição papal de 1086                       | Papa Vítor III         | Santa Lucia in Septisolio (Roma)                                                                     | [ 5 ]         |
| Eleição papal de 1088                       | Papa Urbano II         | SS. Pietro e Cesareo (Terracina)                                                                     | [ 6 ]         |
| Eleição papal de 1099                       | Papa Pascoal II        | Basílica de São Clemente (Roma)                                                                      | [ 6 ]         |
| Eleição papal de 1118                       | Papa Gelásio II        | Monastério de Bentoine em Palatino (Roma)                                                            | [ 7 ]         |
| Eleição papal de 1119                       | Papa Calisto II        | Abadia de Cluny (França)                                                                             | [ 8 ]         |
| Eleição papal de 1124                       | Papa Honório II        | San Pancrazio (Roma)                                                                                 | [ 9 ]         |
| Eleição papal de 1130                       | Papa Inocêncio II      | SS. Andrea e Gregorio in clivo scauri (Roma)                                                         | [ 10 ]        |
| Eleição papal de 1130                       | Antipapa Anacleto II   | San Marco (Roma)                                                                                     | [ 10 ]        |
| Eleição papal de 1143                       | Papa Celestino II      | Arquibasílica de São João de Latrão (Roma)                                                           | [ 11 ]        |
| Eleição papal de 1144                       | Papa Lúcio II          | (Roma)                                                                                               | [ 11 ]        |
| Eleição papal de 1145                       | Papa Eugênio III       | San Cesareo in Palatio (Roma)                                                                        | [ 11 ]        |
| Eleição papal de 1153                       | Papa Anastácio IV      | (Roma)                                                                                               | [ 11 ]        |
| Eleição papal de 1154                       | Papa Adriano IV        | Antiga Basílica de São Pedro (Roma)                                                                  | [ 12 ]        |
| Eleição papal de 1159                       | Papa Alexandre III     | Antiga Basílica de São Pedro (Roma)                                                                  | [ 13 ]        |
| Eleição papal de 1159                       | Antipapa Vítor IV      | Antiga Basílica de São Pedro (Roma)                                                                  | [ 13 ]        |
| Eleição papal de 1181                       | Papa Lúcio III         | (Roma)                                                                                               | [ 14 ]        |
| Eleição papal de 1185                       | Papa Urbano III        | (Verona)                                                                                             | [ 14 ]        |
| Eleição papal de outubro de 1187            | Papa Gregório VIII     | (Ferrara)                                                                                            | [ 15 ]        |
| Eleição papal de dezembro de 1187           | Papa Clemente III      | (Pisa)                                                                                               | [ 16 ]        |
| Eleição papal de 1191                       | Papa Celestino III     | (Roma)                                                                                               | [ 16 ]        |
| Eleição papal de 1198                       | Papa Inocêncio III     | Santa Lucia in Septisolio (Roma)                                                                     | [ 16 ]        |
| Eleição papal de 1216                       | Papa Honório III       | Palazzo delle Canoniche (Perúgia)                                                                    | [ 16 ]        |
| Eleição papal de 1227                       | Papa Gregório IX       | Santa Lucia in Septisolio (Roma)                                                                     | [ 17 ]        |
| Eleição papal de 1241                       | Papa Celestino IV      | Santa Lucia in Septisolio (Roma)                                                                     | [ 18 ]        |
| Eleição papal de 1243                       | Papa Inocêncio IV      | (Anagni)                                                                                             | [ 19 ]        |
| Eleição papal de 1254                       | Papa Alexandre IV      | (Nápoles)                                                                                            | [ 20 ]        |
| Eleição papal de 1261                       | Papa Urbano IV         | Catedral de Viterbo                                                                                  | [ 20 ]        |
| Eleição papal de 1264–65                    | Papa Clemente IV       | Palácio de Canoniche (Perúgia)                                                                       | [ 21 ]        |
| Eleição papal de 1268–71                    | Papa Gregório X        | Catedral de Viterbo Palácio Papal de Viterbo                                                         | [ 22 ]        |
| Conclave de janeiro de 1276                 | Papa Inocêncio V       | Catedral de Arezzo                                                                                   | [ 23 ]        |
| Conclave de julho de 1276                   | Papa Adriano V         | Arquibasílica de São João de Latrão (Roma)                                                           | [ 24 ] [ 25 ] |
| Eleição papal de setembro de 1276           | Papa João XXI          | Palácio Papal de Viterbo                                                                             | [ 26 ]        |
| Eleição papal de 1277                       | Papa Nicolau III       | Palácio Papal de Viterbo                                                                             | [ 26 ]        |
| Eleição papal de 1280–81                    | Papa Martinho IV       | Palácio Papal de Viterbo                                                                             | [ 27 ]        |
| Eleição papal de 1285                       | Papa Honório IV        | Palácio de Canoniche (Perúgia)                                                                       | [ 28 ]        |
| Eleição papal de 1287–88                    | Papa Nicolau IV        | Corte Savella, próximo à Basílica de Santa Sabina (Roma)                                             | [ 29 ]        |
| Eleição papal de 1292–94                    | Papa Celestino V       | Basílica de Santa Maria Maior (Roma) Santa Maria sopra Minerva (Roma) Palácio de Canoniche (Perúgia) | [ 30 ]        |
| Conclave de 1294                            | Papa Bonifácio VIII    | Castel Nuovo (Nápoles)                                                                               | [ 31 ]        |
| Conclave de 1303                            | Papa Bento XI          | Arquibasílica de São João de Latrão (Roma)                                                           | [ 32 ]        |
| Conclave de 1304–05                         | Papa Clemente V        | Catedral de Perúgia                                                                                  | [ 33 ]        |
| Conclave de 1314–16                         | Papa João XXII         | Catedral de Carpentras Casa dominicana em Lyon                                                       | [ 34 ]        |
| Conclave de 1334                            | Papa Bento XII         | Palais des Papes (Avinhão)                                                                           | [ 35 ]        |
| Conclave de 1342                            | Papa Clemente VI       | Palais des Papes (Avinhão)                                                                           | [ 36 ]        |
| Conclave de 1352                            | Papa Inocêncio VI      | Palais des Papes (Avinhão)                                                                           | [ 37 ]        |
| Conclave de 1362                            | Papa Urbano V          | Palais des Papes (Avinhão)                                                                           | [ 38 ]        |
| Conclave de 1370                            | Papa Gregório XI       | Palais des Papes (Avinhão)                                                                           | [ 39 ]        |
| Conclave de 1378                            | Papa Urbano VI         | Antiga Basílica de São Pedro (Roma)                                                                  | [ 40 ]        |
| Conclave de Avinhão de 1378                 | Antipapa Clemente VII  | (Fondi)                                                                                              | [ 40 ]        |
| Conclave de 1389                            | Papa Bonifácio IX      | Palácio Apostólico (Roma)                                                                            | [ 41 ]        |
| Conclave de Avinhão de 1394                 | Antipapa Bento XIII    | Palais des Papes (Avinhão)                                                                           | [ 42 ]        |
| Conclave de 1404                            | Papa Inocêncio VII     | (Roma)                                                                                               | [ 43 ]        |
| Conclave de 1406                            | Papa Gregório XII      | (Roma)                                                                                               | [ 44 ]        |
| Concílio de Pisa, 1409                      | Antipapa Alexandre V   | (Pisa)                                                                                               | [ 45 ]        |
| Conclave de Pisa de 1410                    | Antipapa João XXIII    | Basílica de São Petrônio (Bolonha)                                                                   | [ 46 ]        |
| Concílio de Constança, 1417                 | Papa Martinho V        | Catedral de Constança                                                                                | [ 47 ]        |
| Conclave de Avinhão de 1423                 | Antipapa Clemente VIII | (Peñíscola)                                                                                          | [ 48 ]        |
| Conclave de 1431                            | Papa Eugênio IV        | Santa Maria sopra Minerva (Roma)                                                                     | [ 49 ] [ 50 ] |
| Concílio de Basileia-Ferrara-Florença, 1439 | Antipapa Félix V       | Catedral da Basileia                                                                                 | [ 51 ]        |
| Conclave de 1447                            | Papa Nicolau V         | Santa Maria sopra Minerva (Roma)                                                                     | [ 50 ] [ 52 ] |
| Conclave de 1455                            | Papa Calisto III       | Palácio Apostólico (Roma)                                                                            | [ 50 ] [ 53 ] |
| Conclave de 1458                            | Papa Pio II            | Palácio Apostólico (Roma)                                                                            | [ 2 ] [ 54 ]  |
| Conclave de 1464                            | Papa Paulo II          | Palácio Apostólico (Roma), Capella Parva (votação) e Capella Magna                                   | [ 50 ] [ 55 ] |
| Conclave de 1471                            | Papa Sisto IV          | Palácio Apostólico (Roma)                                                                            | [ 56 ]        |
| Conclave de 1484                            | Papa Inocêncio VIII    | Palácio Apostólico (Roma)                                                                            | [ 57 ]        |
| Conclave de 1492                            | Papa Alexandre VI      | Palácio Apostólico (Roma), Capela Sistina                                                            | [ 58 ]        |
| Conclave de setembro de 1503                | Papa Pio III           | Palácio Apostólico (Roma)                                                                            | [ 59 ]        |
| Conclave de outubro de 1503                 | Papa Júlio II          | Palácio Apostólico (Roma)                                                                            | [ 60 ]        |
| Conclave de 1513                            | Papa Leão X            | Palácio Apostólico (Roma), Capela Sistina                                                            | [ 50 ] [ 61 ] |
| Conclave de 1521–22                         | Papa Adriano VI        | Palácio Apostólico (Roma)                                                                            | [ 62 ]        |
| Conclave de 1523                            | Papa Clemente VII      | Palácio Apostólico (Roma)                                                                            | [ 63 ]        |
| Conclave de 1534                            | Papa Paulo III         | Palácio Apostólico (Roma), Cappella Parva                                                            | [ 50 ] [ 64 ] |
| Conclave de 1549–50                         | Papa Júlio III         | Palácio Apostólico (Roma), Capela Paulina                                                            | [ 65 ]        |
| Conclave de abril de 1555                   | Papa Marcelo II        | Palácio Apostólico (Roma)                                                                            | [ 66 ]        |
| Conclave de maio de 1555                    | Papa Paulo IV          | Palácio Apostólico (Roma)                                                                            | [ 67 ]        |
| Conclave de 1559                            | Papa Pio IV            | Palácio Apostólico (Roma), Capela Paulina                                                            | [ 50 ] [ 68 ] |
| Conclave de 1565–66                         | Papa Pio V             | Palácio Apostólico (Roma)                                                                            | [ 69 ]        |
| Conclave de 1572                            | Papa Gregório XIII     | Palácio Apostólico (Roma)                                                                            | [ 70 ]        |
| Conclave de 1585                            | Papa Sisto V           | Palácio Apostólico (Roma)                                                                            | [ 71 ]        |
| Conclave de setembro de 1590                | Papa Urbano VII        | Palácio Apostólico (Roma)                                                                            | [ 72 ]        |
| Conclave do outono de 1590                  | Papa Gregório XIV      | Palácio Apostólico (Roma)                                                                            | [ 73 ]        |
| Conclave de 1591                            | Papa Inocêncio IX      | Palácio Apostólico (Roma)                                                                            | [ 74 ]        |
| Conclave de 1592                            | Papa Clemente VIII     | Palácio Apostólico (Roma)                                                                            | [ 75 ]        |
| Conclave de março de 1605                   | Papa Leão XI           | Palácio Apostólico (Roma)                                                                            | [ 76 ]        |
| Conclave de maio de 1605                    | Papa Paulo V           | Palácio Apostólico (Roma)                                                                            | [ 77 ]        |
| Conclave de 1621                            | Papa Gregório XV       | Palácio Apostólico (Roma)                                                                            | [ 78 ]        |
| Conclave de 1623                            | Papa Urbano VIII       | Palácio Apostólico (Roma)                                                                            | [ 79 ]        |
| Conclave de 1644                            | Papa Inocêncio X       | Palácio Apostólico (Roma)                                                                            | [ 80 ]        |
| Conclave de 1655                            | Papa Alexandre VII     | Palácio Apostólico (Roma)                                                                            | [ 81 ]        |
| Conclave de 1667                            | Papa Clemente IX       | Palácio Apostólico (Roma)                                                                            | [ 82 ]        |
| Conclave de 1669–70                         | Papa Clemente X        | Palácio Apostólico (Roma)                                                                            | [ 83 ]        |
| Conclave de 1676                            | Papa Inocêncio XI      | Palácio Apostólico (Roma)                                                                            | [ 84 ]        |
| Conclave de 1689                            | Papa Alexandre VIII    | Palácio Apostólico (Roma)                                                                            | [ 85 ]        |
| Conclave de 1691                            | Papa Inocêncio XII     | Palácio Apostólico (Roma)                                                                            | [ 86 ]        |
| Conclave de 1700                            | Papa Clemente XI       | Palácio Apostólico (Roma)                                                                            | [ 87 ]        |
| Conclave de 1721                            | Papa Inocêncio XIII    | Palácio Apostólico (Roma)                                                                            | [ 88 ]        |
| Conclave de 1724                            | Papa Bento XIII        | Palácio Apostólico (Roma)                                                                            | [ 89 ]        |
| Conclave de 1730                            | Papa Clemente XII      | Palácio Apostólico (Roma)                                                                            | [ 90 ]        |
| Conclave de 1740                            | Papa Bento XIV         | Palácio Apostólico (Roma)                                                                            | [ 91 ]        |
| Conclave de 1758                            | Papa Clemente XIII     | Palácio Apostólico (Roma)                                                                            | [ 92 ]        |
| Conclave de 1769                            | Papa Clemente XIV      | Palácio Apostólico (Roma)                                                                            | [ 93 ]        |
| Conclave de 1774–75                         | Papa Pio VI            | Palácio Apostólico (Roma)                                                                            | [ 94 ]        |
| Conclave de 1799–1800                       | Papa Pio VII           | Monastério de San Giorgio (Veneza)                                                                   | [ 95 ]        |
| Conclave de 1823                            | Papa Leão XII          | Palácio do Quirinal (Roma)                                                                           | [ 96 ]        |
| Conclave de 1829                            | Papa Pio VIII          | Palácio do Quirinal (Roma)                                                                           | [ 97 ]        |
| Conclave de 1830–31                         | Papa Gregório XVI      | Palácio do Quirinal (Roma)                                                                           | [ 98 ]        |
| Conclave de 1846                            | Papa Pio IX            | Palácio do Quirinal (Roma)                                                                           | [ 99 ]        |
| Conclave de 1878                            | Papa Leão XIII         | Palácio Apostólico (Roma), Capela Sistina                                                            | [ 100 ]       |
| Conclave de 1903                            | Papa Pio X             | Palácio Apostólico (Roma), Capela Sistina                                                            | [ 101 ]       |
| Conclave de 1914                            | Papa Bento XV          | Palácio Apostólico (Roma), Capela Sistina                                                            | [ 102 ]       |
| Conclave de 1922                            | Papa Pio XI            | Palácio Apostólico (Roma), Capela Sistina                                                            | [ 103 ]       |
| Conclave de 1939                            | Papa Pio XII           | Palácio Apostólico (Cidade do Vaticano), Capela Sistina                                              | [ 104 ]       |
| Conclave de 1958                            | Papa João XXIII        | Palácio Apostólico (Cidade do Vaticano), Capela Sistina                                              | [ 105 ]       |
| Conclave de 1963                            | Papa Paulo VI          | Palácio Apostólico (Cidade do Vaticano), Capela Sistina                                              | [ 106 ]       |
| Conclave de agosto de 1978                  | Papa João Paulo I      | Palácio Apostólico (Cidade do Vaticano), Capela Sistina                                              | [ 107 ]       |
| Conclave de outubro de 1978                 | Papa João Paulo II     | Palácio Apostólico (Cidade do Vaticano), Capela Sistina                                              | [ 107 ]       |
| Conclave de 2005                            | Papa Bento XVI         | Palácio Apostólico (Cidade do Vaticano), Capela Sistina                                              | [ 108 ]       |
| Conclave de 2013                            | Papa Francisco         | Palácio Apostólico (Cidade do Vaticano), Capela Sistina                                              | [ 109 ]       |
| Conclave de 2025                            | Papa Leão XIV          | Palácio Apostólico (Cidade do Vaticano), Capela Sistina                                              |               |